# パッション・ピット
パッション・ピット (Passion Pit) は、アメリカ合衆国マサチューセッツ州ケンブリッジ出身のマイケル・アンジェラコス (Michael Angelakos) によるエレクトロ・ポッププロジェクト。
2007年にマイケル・アンジェラコスがメンバーを集め、5人組のバンドとしてスタート。2008年のEP『Chunk of Change』が話題を集め、一躍人気バンドになる。2009年にデビューアルバム『Manners』をリリース。2012年にリリースされた2作目のアルバム『Gossamer』は全米4位で初登場し、バンド初のトップ10入りを果たした。2015年には、バンドを解体しソロプロジェクトとして制作した3作目のアルバム『Kindred』をリリース。2017年には4作目のアルバム『Tremendous Sea of Love』を発表した。

## 来歴

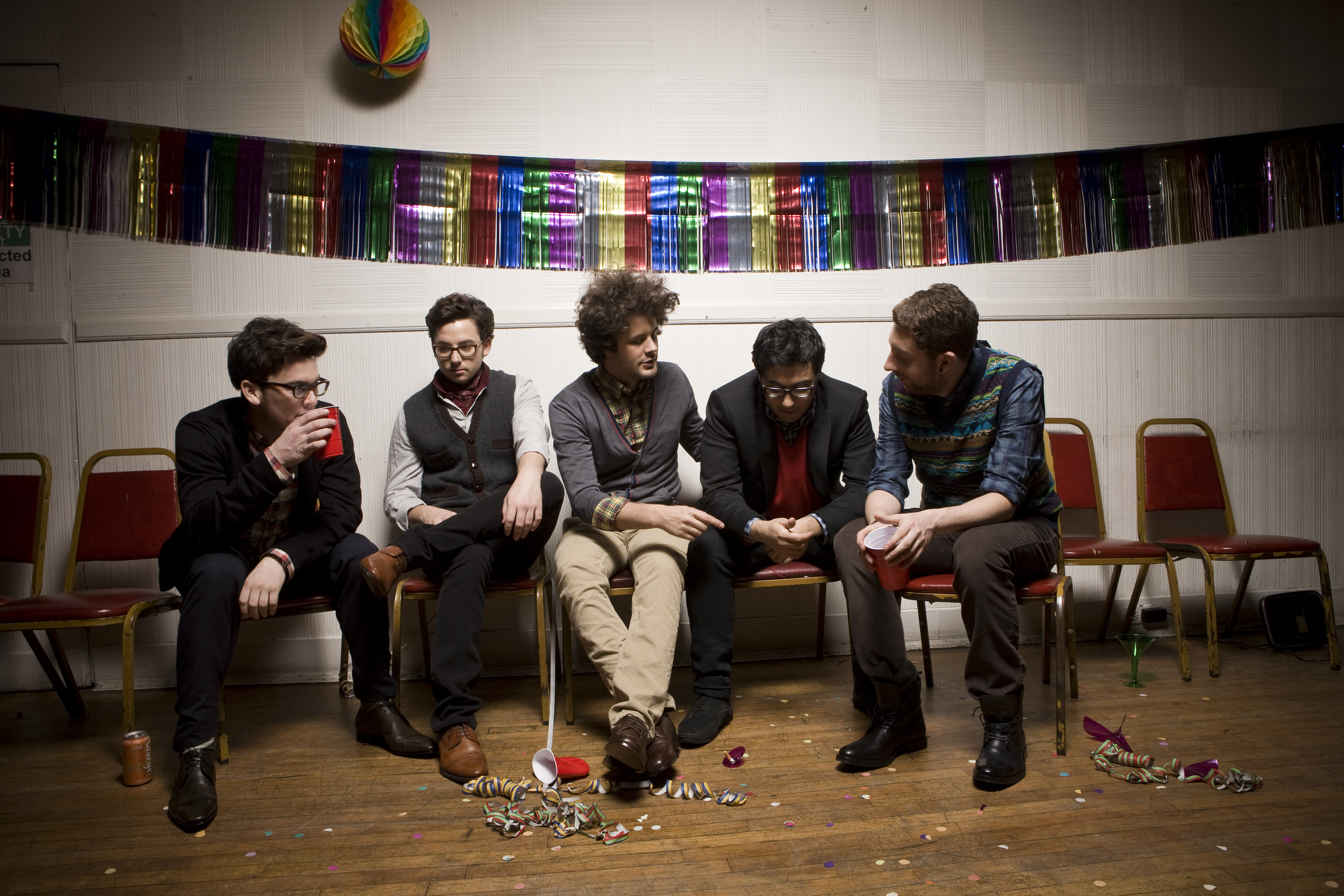
パッション・ピットのメンバー（2008年）

2007年、パッション・ピットはマイケル・アンジェラコス (Michael Angelakos) のソロプロジェクトとしてスタートした。その後、Ninja TuneよりShuttle名義でアングラ・ヒップホップ～ブレイクビーツ作品をリリースしているネイト・ドンモイヤー (Nate Donmoyer)、インディー・フォーク作品をMySpace上で発表しているイアン・ハルトクイスト (Ian Hultquist)、ハルトクイストとバークリー音楽大学のクラスメートでアンジェラコスの幼馴染みとルームメートの関係にあったアヤド・アリ・アダミー (Ayad Al Adhamy)、そしてニュージャージー出身のジェフ・アプルゼッシ (Jeff Apruzzese) を加え、5人編成のバンドとして活動を始める。
2008年8月、マイケル・アンジェラコスが当時のガールフレンドのためにバレンタイン・デーのプレゼントとして書き上げたとされる作品が評判になり、アメリカのインディー・レーベルFrenchkiss Recordsより6曲入りEP『Chunk of Change』をリリースされる。結局ガールフレンドとは別れてしまったが、そのエピソードと共に内容が高く評価されインディー盤EPにして米MTVで特集が組まれるほどの話題となった。また収録曲「Sleepyhead」はNeon Gold Recordsの第1弾リリースとして7インチレコードでも発売、米iTunes Storeでは発表初週だけで15万以上ダウンロードされた。2009年5月、Frenchkiss Recordsより1stアルバム『Manners』をリリース。前述の「Sleepyhead」の他に「The Reeling」や「Little Secrets」といった曲をヒットさせ、堂々のアルバムデビューとなった。

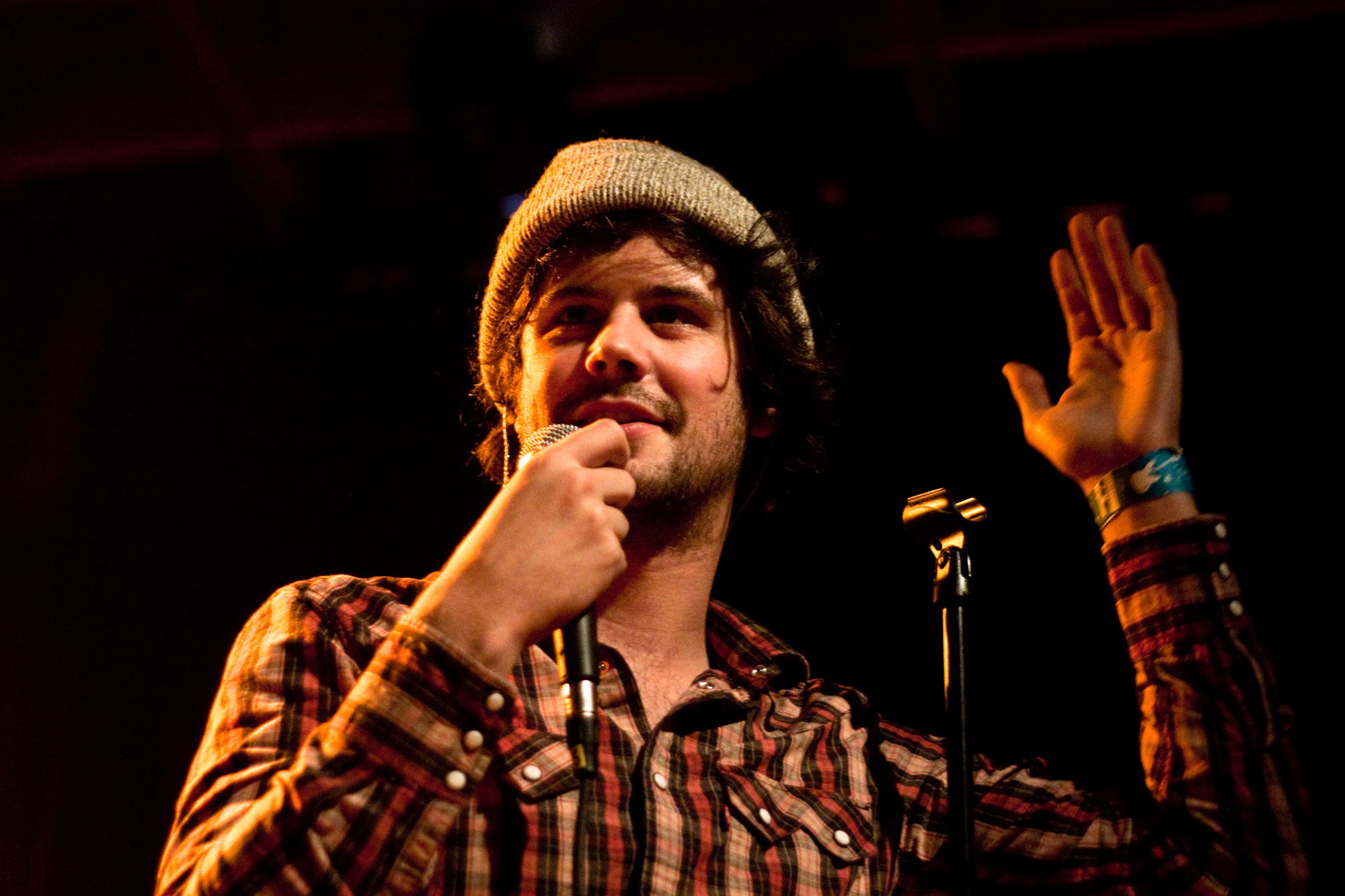
ライブでのマイケル・アンジェラコス（2009年）

2010年、1stアルバム『Manners』に関する活動が一段落すると、マイケル・アンジェラコスが自身の双極性障害について語り始めた。精神病院に入院したことや自殺未遂の経験について話し、アルバム製作中は症状がひどく薬を飲んでいたことや、抽象的で曖昧な歌詞はダークなテーマに関するものだと明らかにした。またブレイクのきっかけになった最初のEPの前半4曲について「ガールフレンドのためのバレンタイン・デーのプレゼントとして作った作品」というエピソードの真相は「自分の病気で傷つけてしまった彼女への謝罪の手紙」でもあったと告白した。パッション・ピットの音楽は明るく陽気なエレクトロ・ポップという一面と、意味深い歌詞世界の両面が複雑に絡み合って成り立っていることが明らかになった。同年、アヤド・アリ・アダミーは自身のレーベルBlack Bell Recordsをスタートさせている。
2012年5月、前作に続くニューアルバムのリードトラックとして「Take a Walk」を公開。6月、続いて新曲「I'll Be Alright」を公開。同年7月に2作目のアルバム『Gossamer』をリリースし、US Billboard 200で最高4位を記録する。アルバムのツアー中にはマイケル・アンジェラコスの双極性障害の症状が悪化し、一部の公演をキャンセルした。10月にはサタデー・ナイト・ライブに出演しアルバムから「Take a Walk」と「Carried Away」を披露した。
2013年9月、EP『Constant Conversation』をリリースした。 
2015年4月、3作目のアルバム『Kindred』をリリース。US Billboard 200で最高23位を記録した。アルバムから「Lifted Up (1985)」「Where the Sky Hangs」「Until We Can't (Let's Go)」の3曲がシングルとしてリリースされた。アルバムのリリース後、北米と日本ツアーを発表していたが、アンジェラコスの気管支炎と肺炎のためにキャンセルされた。
2017年2月から3月にかけて、いくつかの新曲がYouTubeにアップロードされる。7月28日に4作目のアルバム『Tremendous Sea of Love』がリリースされた。

## メンバー

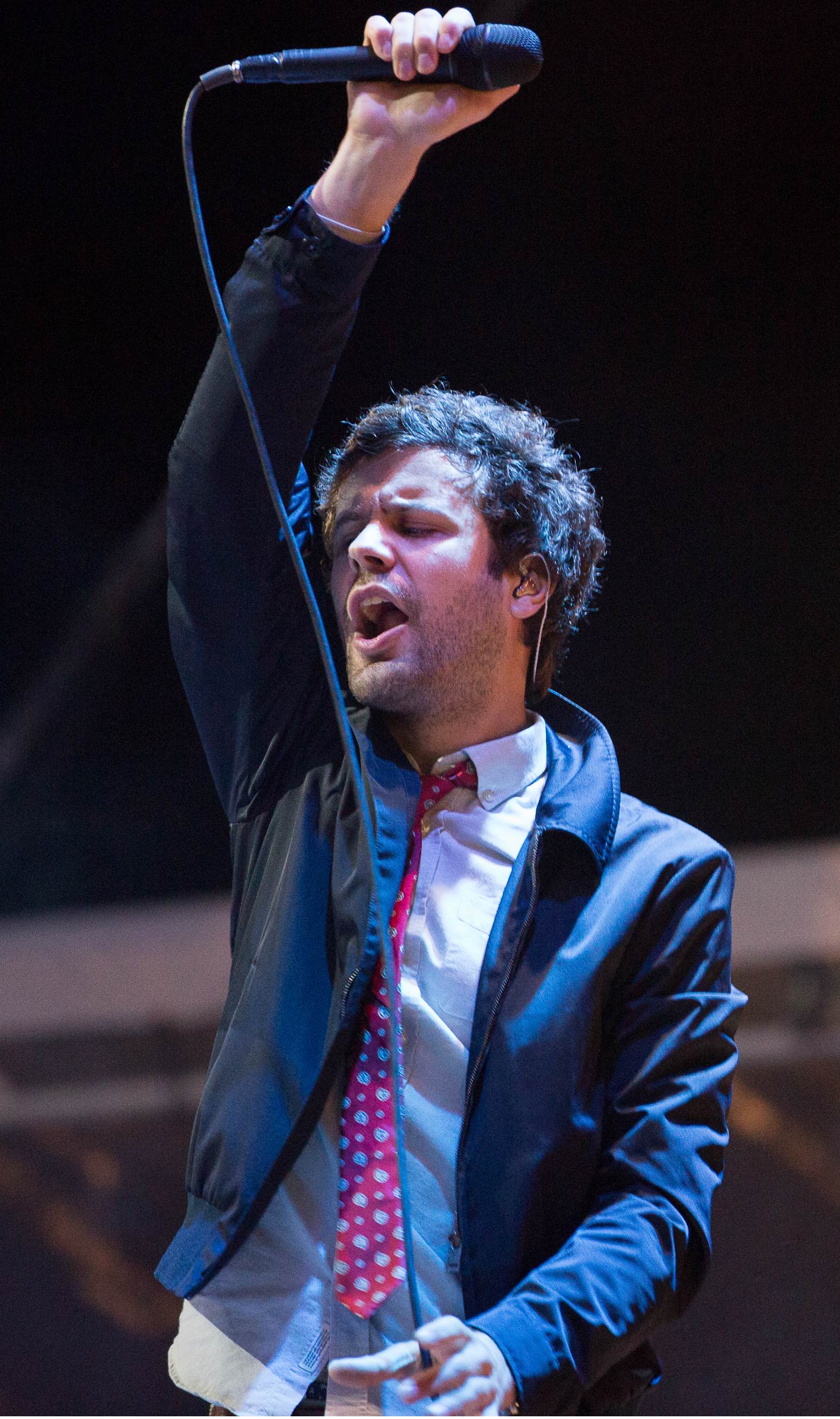
ライブでのマイケル・アンジェラコス（2015年）

### 現在のメンバー
- マイケル・アンジェラコス (Michael Angelakos) - ボーカル、シンセサイザー

### 過去のメンバー
- イアン・ハルトクイスト (Ian Hultquist) - ギター、シンセサイザー
- アヤド・アリ・アダミー (Ayad Al Adhamy) - シンセサイザー、サンプラー
- ジェフ・アプルゼッシ (Jeff Apruzzese) - ベース、シンセサイザー
- ネイト・ドンモイヤー (Nate Donmoyer) - ドラム
- Xander Singh - キーボード
- Pete Cafarella - シンセサイザー
- Ray Suen - ギター、シンセサイザー

## ディスコグラフィー

### アルバム
| Manners                                   | - フォーマット: CD, LP, digital download | 51 | 19 | 98  | —  | 123 | 87 | —  | 55 |  |
| Gossamer                                  | - フォーマット: CD, LP, digital download | 4  | 12 | 149 | 17 | —   | —  | 31 | 56 |  |
| Kindred                                   | - フォーマット: CD, LP, digital download | 23 | 30 | —   | —  | —   | —  | —  | 81 |  |
| Tremendous Sea of Love                    | - フォーマット: digital download         | —  | —  | —   | —  | —   | —  | —  | —  |  |
| "—"は未発売またはチャート圏外を意味する。 |                                          |    |    |     |    |     |    |    |    |  |

## 日本公演
- 2010年
  - 2月4日、大阪 心斎橋CLUB QUATTRO
  - 2月5日、渋谷DUO MUSIC EXCHANGE
  - 2月6日、東京 原宿アストロホール
  - 8月7日、千葉 幕張メッセ - SUMMER SONIC TOKYO
  - 8月8日、大阪 舞洲SONIC PARK - SUMMER SONIC OSAKA
- 2012年
  - 8月18日、千葉 幕張メッセ - SUMMER SONIC TOKYO
  - 8月19日、大阪 舞洲SONIC PARK - SUMMER SONIC OSAKA